# Siegfried Baske
Zygfryd Baske (ur. 2 lutego 1926 w Legnicy, zm. 4 lipca 2008 w Berlinie) – niemiecki pedagog komparatysta, historyk oświaty. Profesor w zachodnioberlińskim Uniwersytecie Otwartym (Freie Universität Berlin).

## Życiorys
Studiował historię Europy Wschodniej. Studia pedagogiczne ukończył w 1960 w Uniwersytecie w Hamburgu, gdzie uzyskał doktorat. Od 1970 był profesor w zachodnioberlińskim Uniwersytecie Otwartym. W latach 1972–1974 był przewodniczącym Komisji Pedagogiki Porównawczej w Niemieckim Towarzystwie Nauk o Wychowaniu, a w latach 1974–1976 prorektorem Uniwersytetu Otwartego w Berlinie. Od 1993 był na emeryturze. Był wieloletnim prezesem organizacji "Vereinigung Ehemalier Conradiner" skupiającej przedwojennych absolwentów, byłych uczniów podczas drugiej wojny światowej i powojennych absolwentów mieszkających w Niemczech, najstarszej szkoły średniej w Gdańsku "Conradinum". 
Zainteresowania naukowo-badawcze Zygfryda Baskego koncentrowały się na zagadnieniach stosunków niemiecko-polskich. Ponadto ważną dziedzinę jego badań stanowił rozwój pedagogiki porównawczej ze szczególnym uwzględnieniem krajów Europy Wschodniej.

## Najważniejsze publikacje
- Praxis und Prinzipien der preussischen Polenpolitik vom Beginn der Reaktionszeit bis zur Grűndung des Deutschen Reiches, 1963
- Bildungspolitik in der DDR 1963–1976. Dokumente, 1979
- Erziehungswissneschaftliche Disziplinen und Forschungsschwerpunkte in der DDR, 1986
- Bildungspolitik in Der Volksrepublik Polen, 1944-1986: Quellensammlung Mit Einleitender Darstellung Und Kommentaren by Siegfried Baske, 1987
- Pädagogische Berufe in der BRD und in der DDR, 1990
- Der Űbergang von der marxistisch-leninistischen zu einer freiheitlich-demokratischen Bildungspolitik in Polen, in der Tschechoslowakei und in Ungarn, 1991
- Conradinum 1794-1945: Schule und Alumnat in Jenkau bei Danzig und in Danzig-Langfuhr: Quellensammlung/Siegfried Baske, 2000